# Жилберту Сілва
Жилберту Апаресіду да Сілва (порт. Gilberto Aparecido da Silva, [ʒiɫˈbeʁtu ˈsiɫvɐ], нар. 7 жовтня 1976, Лагоа-да-Прата) — колишній бразильський футболіст, півзахисник.

## Клубна кар'єра
Вихованець футбольної школи клубу «Америка Мінейру».
Дорослу футбольну кар'єру розпочав 1997 року в основній команді того ж клубу, в якій провів три сезони, взявши участь у 20 матчах чемпіонату.
Протягом 2000—2002 років захищав кольори клубу «Атлетіку Мінейру».
Своєю грою на чемпіонаті світу 2002 року привернув увагу представників тренерського штабу лондонського «Арсенала», до складу якого приєднався 7 серпня того ж року. Відіграв за «канонірів» наступні шість сезонів своєї ігрової кар'єри. Спочатку, більшість часу, проведеного у складі лондонського «Арсенала», був основним гравцем команди, проте поступово втратив місце у старті.
Тому 17 липня 2008 року він уклав контракт з клубом «Панатінаїкос», у складі якого провів наступні три роки своєї кар'єри гравця. Граючи у складі «Панатінаїкоса» також здебільшого виходив на поле в основному складі команди. За цей час виборов титул чемпіона Греції.
До складу клубу «Греміу» приєднався 23 травня 2011 року. Відіграв за команду з Порту-Алегрі 47 матчів у національному чемпіонаті протягом двох сезонів. 2013 рік провів в «Атлетіку Мінейру», за який провів лише 9 матчів, після чого залишив клуб як вільний агент. У грудні 2015 року, через два роки після останнього виходу на поле, офіційно оголосив про завершення футбольної ігрової кар'єри.

## Виступи за збірну
7 жовтня 2001 року дебютував в офіційних матчах у складі національної збірної Бразилії в матчі проти збірної Чилі.
У складі збірної був учасником чемпіонату світу 2002 року в Японії і Південній Кореї, здобувши того року титул чемпіона світу, розіграшу Кубка Конфедерацій 2005 року у Німеччині, здобувши того року титул переможця турніру, чемпіонату світу 2006 року у Німеччині, розіграшу Кубка Америки 2007 року у Венесуелі, здобувши того року титул континентального чемпіона, розіграшу Кубка Конфедерацій 2009 року в ПАР, здобувши того року титул переможця турніру та чемпіонату світу 2010 року в ПАР.
Після чемпіонату світу 2010 року у віці 33 років припинив виступи за національну збірну. Всього провів у формі головної команди країни 93 матчі, забивши 3 голи.

## Досягнення
- Чемпіон Англії:

«Арсенал»: 2003-04
- Володар Кубка Англії:

«Арсенал»: 2002-03, 2004-05
- Володар Суперкубка Англії:

«Арсенал»: 2002, 2004
- Чемпіон Греції:

«Панатінаїкос»: 2009-10
- Володар Кубка Греції:

«Панатінаїкос»: 2009-10
- Володар Кубка Лібертадорес:

«Атлетіку Мінейру»: 2013
- Чемпіон світу:

Бразилія: 2002
- Володар Кубка Америки:

Бразилія: 2007
- Володар Кубка конфедерацій:

Бразилія: 2005, 2009